# Little Mountain
Little Mountain és una població dels Estats Units a l'estat de Carolina del Sud. Segons el cens del 2000 tenia 255 habitants.

## Demografia
Segons el cens del 2000, Little Mountain tenia 255 habitants, 121 habitatges i 75 famílies. La densitat de població era de 92,9 habitants/km².
Dels 121 habitatges en un 24,8% hi vivien nens de menys de 18 anys, en un 48,8% hi vivien parelles casades, en un 9,9% dones solteres, i en un 38% no eren unitats familiars. En el 34,7% dels habitatges hi vivien persones soles el 14% de les quals corresponia a persones de 65 anys o més que vivien soles. El nombre mitjà de persones vivint en cada habitatge era de 2,11 i el nombre mitjà de persones que vivien en cada família era de 2,67.
Per edats la població es repartia de la següent manera: un 18,8% tenia menys de 18 anys, un 5,9% entre 18 i 24, un 31,8% entre 25 i 44, un 30,6% de 45 a 60 i un 12,9% 65 anys o més.
L'edat mediana era de 42 anys. Per cada 100 dones de 18 o més anys hi havia 97,1 homes.
La renda mediana per habitatge era de 34.063 $ i la renda mediana per família de 49.107 $. Els homes tenien una renda mediana de 30.865 $ mentre que les dones 25.833 $. La renda per capita de la població era de 22.159 $. Cap de les famílies i el 2,2% de la població estaven per davall del llindar de pobresa.

## Poblacions més properes
El següent diagrama mostra les poblacions més properes.